# Горлівка (десантний корабель)
Горлівка  — малий десантний корабель на повітряній подушці Військово-Морських Сил України проєкту 1232.2 (тип «Зубр», за класифікацією НАТО — Pomornik). Бортовий номер U423. До 1995 року — МДК-93 Чорноморського флоту. 22 березня 2001 року проданий ВМС Греції.

## Особливості проєкту
Малі десантні кораблі проєкту 1232.2 (також 12322) «Зубр» на сьогодні є найбільшими у світі десантними кораблями на повітряній подушці, що здатні виходити на берег, долати рови і траншеї, рухатися по болотах і висаджувати десант в глибині оборони противника. Один «Зубр» здатен доставити на берег до трьох основних бойових танків і 140 морських піхотинців. Для висадки десантів з МДКПП типу «Зубр» є придатними до 78% загальної довжини берегової смуги морів і океанів світу. На відміну від інших проєктів МДКПП, «Зубри» в ході висадки можуть здійснювати вогневу підтримку сил десанту, для чого мають по дві 140-мм реактивні установки залпового вогню А-22 «Огонь».
Проєктування десантного корабля на повітряній подушці під шифром «Зубр» розпочалося у 1978 році, на основі досвіду експлуатації серійних ДКПП проєкту 1232.1 «Джейран». Перший «Зубр» був спущений на воду у 1986 році і вступив у склад флоту у 1988 році. Кораблі будувалися на суднобудівних заводах в Ленінграді, Хабаровську та на ФСК «Море» в Феодосії.
Основною силовою несучою частиною корпусу корабля проєкту 12322 «Зубр», що забезпечує міцність і непотоплюваність, є понтон прямокутної форми розмірами 57,3х21,9 метрів. Надбудова, що знаходиться на понтоні, двома поздовжніми перегородками розділена на три функціональних відсіки. У середній частині розміщено відсік десантної техніки з танковими доріжками і апарелями. У бортових відсіках розміщені основні й допоміжні енергоустановки, приміщення для особового складу десанту, житлові приміщення екіпажу, системи забезпечення життєдіяльності та захисту від зброї масового ураження. Для підтримки комфортних умов на бойових постах, у приміщеннях десанту і житлових приміщеннях екіпажу передбачені системи вентиляції, кондиціювання та опалення, теплозвукоізолюючі покриття, конструкції з вібродемпфуючих матеріалів.
Для приводу нагнітачів повітряної подушки і повітряних гвинтів на кораблях встановлені високотемпературні газотурбінні двигуни. Повітряну подушку формують чотири нагнітальних агрегати НО-10 з осьовим робочим колесом діаметром 2,5 метри. Створення тяги для руху судна здійснюється трьома 4-лопатевими реверсивними гвинтами зі змінним короком. Гвинти діаметром 5,5 м — в кільцевих насадках з полімерних композитних матеріалів.
Корабель здатний перевозити 3 основних бойових танки сумарною масою до 150 тонн, або 10 бронетранспортерів сумарною масою до 131 тонн, або 8 бойових машин піхоти сумарною масою до 115 тонн. Для десанту передбачено 4 приміщення на 140 місць. Замість бойової техніки приміщення може бути обладнане для розміщення додатково ще 366 чоловік (всього близько 500 чоловік).
«Горлівка» — шостий корабель проєкту.

## Історія корабля
Корабель із заводським номером С-303 був закладений у Феодосії на кораблебудівному заводі «Море». Спущений на воду 30 грудня 1991 року. Зарахований в списки кораблів ВМФ СРСР як МДК-93 і включений до складу 39-ї дивізії морських десантних сил Чорноморського флоту з базуванням на Кримську військово-морську базу (оз. Донузлав).
Осінню 1993 року ДКПП ЧФ МДК-93 брав участь в грузино-абхазькому конфлікті: 27 вересня МДК-93 висадив в районі грузинського міста Очамчира розвідувальну групу зі складу розвідувального батальйону 810-ї бригади морської піхоти ЧФ під командуванням старшого лейтенанта Володимира Белявського, метою якої було сприяти виводу з району бойових дій десантно-штурмової роти зі складу російських миротворчих сил. П'ятдесят російських десантників були евакуйовані з морського узбережжя і доставлені в район міста Гудаута. Операція проходила на тлі бойових дій, як абхазька, так і грузинська сторона вели безладний вогонь, що загрожував безпекці десантників і морських піхотинців. Під час евакуації катер без розпізнавальних знаків чотири рази обстріляв МДК-93. А 28 вересня корабель був задіяний в операції з забезпечення евакуації з оточеного Сухумі Едуарда Шеварднадзе, під час якої мав пряме вогневе зіткнення з абхазькою стороною. Газета «Красная Звезда» в грудні 1993 року повідомляла:
|  | Чорноморцям було поставлене завдання евакуювати з Сухумі главу грузинської держави на десантному кораблі на повітряній подушці типу «Зубр». Обов'язки командира на цьому «літаючому» кораблі виконував начштабу дивізіону капітан 3 рангу Сергій Кременчуцький, старшим на борту був комбриг капітан 1 рангу Віктор Максимов. Проте в зазначеному місці і в зазначений час «Зубр» двічі був зустрінутий буквально шквалом вогню. У той же час Шеварднадзе зовсім іншим шляхом покинув Сухумі. Чи був в цьому випадку витік інформації або ж чорноморців спеціально підставили — час покаже. |

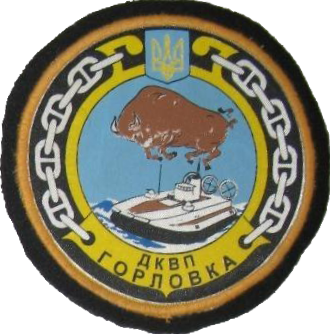

10 січня 1996 року в ході розділу Чорноморського флоту СРСР МДК-93 був включений у склад ВМС України, де отримав найменування «Горлівка» і бортовий номер U423. Включений до складу 2-ї бригади десантних кораблів ВМС України.
На початку 1996 року командування «Горлівки» направило офіційний лист у виконком Горлівської міськради з пропозицією взяти корабель і його екіпаж під шефську опіку міста. Невдовзі була підписана угода про шефські зв'язки, яка передбачала комплектування корабля призовниками з Горлівки, допомогу екіпажу корабля, обмін делегаціями. З 1997 року в Горлівці доброю традицією стало направляти під кожен Новий рік і День ВМС України подарунки і пригощання підшефним морякам. А у 1999 році за ініціативи і при підтримці екіпажу корабля в Новоозерному був відкритий літній військово-спортивний табір для старшокласників міських шкіл, під який було виділено частину будинку штабу Південної військово-морської бази.
24 січня 2000 року між державною компанією «Укрспецекспорт» і ВМС Греції був підписаний контракт на продаж останній двох «Зубрів». Одним з двох кораблів виставлених на продаж стала «Горлівка». У середині лютого 2000 року корабель був відбуксований до Феодосії для проведення ремонтно-відновлювальних робіт. Він пройшов реконструкцію і модернізацію і, на думку фахівців, завдяки новинкам, не передбаченим проєктом, навіть перевищив по деяких характеристиках новий корабель «Іван Богун», поставлений Греції.
Після проходження випробувань, 22 березня 2001 року на автономній транспортировочній док-платформі, спеціально побудованій на Севастопольському морському заводі, він був відправлений в Грецію. У ВМС Греції йому дали ім'я HS «Kerkyra» (грец. ΠΤΜ Κέρκυρα).